# Clapham Rovers Football Club
El Clapham Rovers Football Club fou un club de futbol anglès de la ciutat de Londres.

## Història
El Clapham Rovers fou un dels clubs més destacats a Anglaterra en els inicis del futbol i el rugbi al país. Va ser fundat el 10 d'agost de 1869 impulsat per W. E. Rawlinson, qui fou escollit secretari d'honor. El primer partit el disputà el 25 de setembre de 1869, enfront del Wanderers, guanyant per un gol a zero. El gener de 1870 també començà a jugar a rugbi.
Els seus terrenys de joc foren Clapham Common, Tooting Bec Common i Wandsworth Common.

### Futbol
Fou un dels 15 equips que disputà la primera edició de la FA Cup la temporada 1871-72. El primer gol de la competició el marcà Jarvis Kenrick, jugador del club, en la victòria per 3-0 sobre Upton Park l'11 de novembre de 1871. També fou fundador de la Surrey County Football Association, l'any 1877.
El seu major triomf fou la victòria a la Copa de la temporada 1879-80 en derrotar per 1-0 a l'Oxford University. L'any anterior havia estat finalista, perdent per 1-0 davant Old Etonians.

### Rugbi
Pel que fa al rugbi, entre 1870 i 1881 disputà 151 partits, amb 80 victòries, 30 derrotes i 41 empats. El 26 de gener de 1871, 32 membres de clubs que seguien les regles del rugbi es reuniren per fundar la Rugby Football Union. R. H. Birkett representà als Rovers.

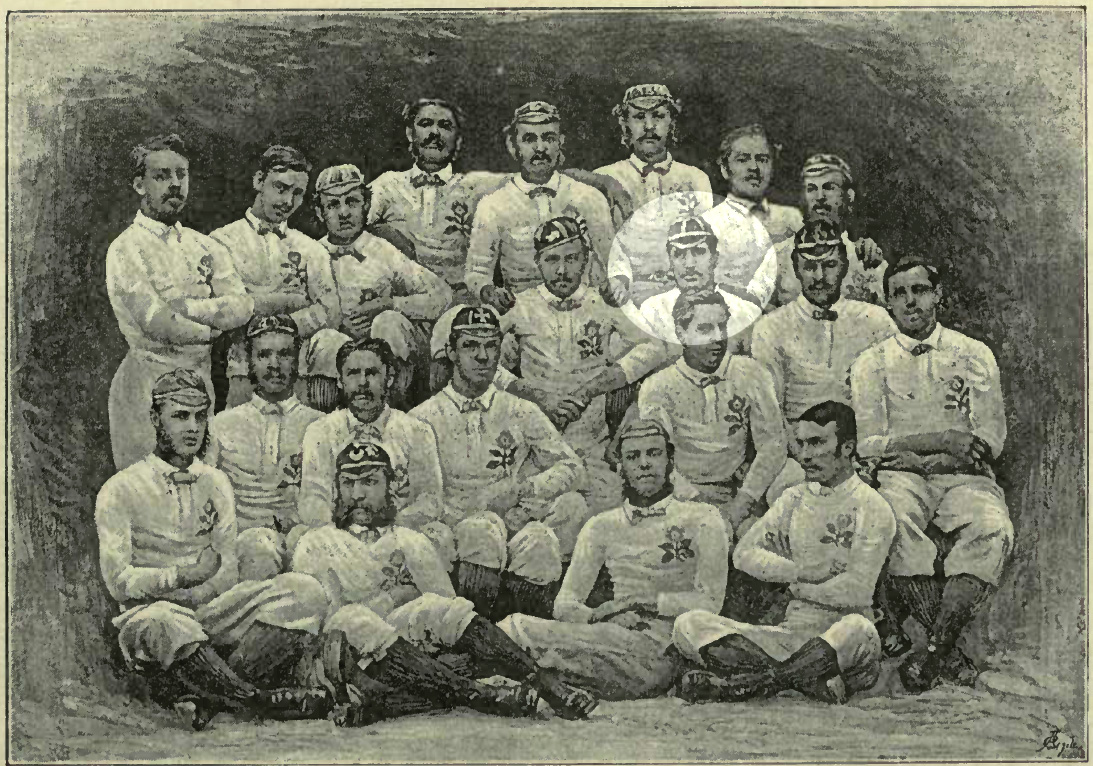
Selecció d'Anglaterra de 1871 amb el jugador dels Rovers R. H. Birkett ressaltat.

 El primer partit internacional de rugbi fou disputat entre Escòcia i Anglaterra el 1871 amb la participació del jugador dels Rovers R. H. Birkett.

### Dissolució
La data de dissolució de l'entitat no és clara. La darrera temporada que competí a la FA Cup fou la 1885-86, en la qual foren desqualificats sense disputar cap partit. El club encara jugava a Wandsworth el 1892. L'1 de gener de 1898 The Times anunciava un partit entre Old Carthusians i Clapham Rovers al Crystal Palace. La darrera notícia és el seu sopar anual a The Sportsman el 1911.

## Jugadors destacats

### Futbol
Vuit jugadors del Rovers jugaren amb la selecció de futbol d'Anglaterra entre 1874 i 1887. Foren els següents:
- Norman Bailey (19 partits)
- Reginald Birkett (1 partit)
- Walter Buchanan (1 partit)
- Edgar Field (2 partits)
- Richard Geaves (1 partit)
- Robert Ogilvie (1 partit)
- James Prinsep (1 partit)
- Francis Sparks (2 partits)

Quatre jugadors representaren Anglaterra en partits enfront Escòcia entre 1870 i 1872:
- T.S. Baker (1 partit)
- Jarvis Kenrick (1 partit)
- Alexander Nash (1 partit)
- R.S.F. Walker (3 partits, 4 gols)

### Rugbi
- R. H. Birkett (primera internacionalitat el 1871)
- Henry Bryden (primera internacionalitat el 1874)
- L. H. Birkett (primera internacionalitat el 1875)
- C. C. Bryden (primera internacionalitat el 1875)